# Тетрагидропиран
Тетрагидропиран (пентаметиленоксид, оксан, 1-оксациклогексан) — гетероциклическое органическое соединение с пятью атомами углерода и одним атомом кислорода в цикле (также может рассматриваться как циклический простой эфир).

## Методы синтеза
Каталитическое гидрирование дигидропирана (например в присутствии никеля Ренея).

## Применение
2-Тетрагидропиранильная группа является широко употребляемой защитной группой для спиртов. Ставится она реакцией спиртов с дигидропираном, снимается кислотным гидролизом, образующийся при этом 2-гидрокситетрагидропиран перегруппировывается в 5-гидроксивалериановый альдегид. 

## Биологическая роль
Тетрагидропирановый цикл входит в состав углеводов пираноз.